# Скаммон (Канзас)
Скаммон (англ. Scammon) — місто (англ. city) в США, в окрузі Черокі штату Канзас. Населення — 376 осіб (2020).

## Географія
Скаммон розташований за координатами 37°16′42″ пн. ш. 94°49′25″ зх. д. / 37.27833° пн. ш. 94.82361° зх. д. (37.278393, -94.823637).  За даними Бюро перепису населення США в 2010 році місто мало площу 1,68 км², з яких 1,67 км² — суходіл та 0,01 км² — водойми.

## Демографія
Згідно з переписом 2010 року, у місті мешкали 482 особи в 192 домогосподарствах у складі 128 родин. Густота населення становила 287 осіб/км².  Було 219 помешкань (131/км²).
Расовий склад населення:
| - 94,8 % — білих - 0,8 % — корінних американців - 0,8 % — азіатів - 1,0 % — осіб інших рас |

До двох чи більше рас належало 2,5 %. Частка іспаномовних становила 1,5 % від усіх жителів.
За віковим діапазоном населення розподілялося таким чином: 27,2 % — особи молодші 18 років, 59,9 % — особи у віці 18—64 років, 12,9 % — особи у віці 65 років та старші. Медіана віку мешканця становила 39,6 року. На 100 осіб жіночої статі у місті припадало 95,1 чоловіків;  на 100 жінок у віці від 18 років та старших — 99,4 чоловіків також старших 18 років.
Середній дохід на одне домашнє господарство  становив 43 342 долари США (медіана — 36 389), а середній дохід на одну сім'ю — 49 299 доларів (медіана — 45 000). За межею бідності перебувало 16,1 % осіб, у тому числі 31,2 % дітей у віці до 18 років та 6,3 % осіб у віці 65 років та старших.
Цивільне працевлаштоване населення становило 182 особи. Основні галузі зайнятості: освіта, охорона здоров'я та соціальна допомога — 40,1 %, виробництво — 14,8 %, будівництво — 12,1 %.